# Agnetina circumscripta
Agnetina circumscripta és una espècie d'insecte pertanyent a la família dels pèrlids.